# Privorszky Alajos
Privorszky Alajos (Körmöcbánya, 1873. július 3. – Budapest, Kőbánya, 1936. július 18.) matematikus, bölcseleti doktor, állami főreáliskolai és tanárképző intézeti tanár.

## Életútja
Privorszky Alajos bányatanácsos, pénzverőhivatali igazgató és Taiber Henriette fia. Középiskolai tanulmányait a körmöcbányai főreáliskolában, a felsőbbeket pedig a budapesti József-műegyetemen végezte. Helyettes tanárrá 1895-ben neveztetett ki és ezen minőségében egy-egy évig az egri, aradi és kecskeméti állami főreáliskolánál működött. 1898-ban rendes tanár lett; ezen évben nyert középiskolai tanári és 1902-ben doktori oklevelet. 1899-ben a temesvári állami főreáliskolához került. 1912-ben megszerezte a magántanári képesítést a projektív geometriai tárgykörből a budapesti tudományegyetemen. 1912-től az állami Erzsébet nőiskola polgári iskola tanítónőképző intézetében tanított a fővárosban. Geometriai és függvénytani értekezéseket publikált. Halálát tüdőgümőkór okozta. Felesége Jankovszky Mária volt.
Cikkei a Math. és Phys. Lapokban (1895. A térbeli görbék elméletéhez, 1900. A számok oszthatósága elméletéhez, 1901. A görbe felületek elméletéhez); a Délmagyarországi Természettudományi Füzetekben (Bolyai János világhírű mathematikus élete és geometriai rendszerének alapjai, A gravitatio és a hajítás a Bolyai-féle térben).

## Munkái
- A másodrendű felületekre lefejthető reguluszfelületekről (Temesvár, 1902)
- Az abszolút geometria elemei (Bp., 1906)
- A két képsíkon való ábrázolás elmélete (Matem. és Fiz. Lapok, 1909)
- Térbeli alakzatok projektív geometriai ábrázolásáról (Matem. és Fiz. Lapok, 1910)
- A függvénytan elméletéhez (Matem. és Fiz. Lapok, 1914)